# Idiazabal
|  | No s'ha de confondre amb Idiazabal (formatge). |

Idiazabal és un municipi de Guipúscoa, de la comarca del Goierri. Té 2300 habitants repartits en el seu nucli urbà, el barri de Urtsuaran i caserius dispersos. Idiazábal és la seu de l'associació de pastors que agrupa als productors de formatge de la Denominació d'Origen Formatge d'Idiazabal. Es denomina Formatge d'Idiazabal al tipus de formatge que es fabrica a partir de llet d'ovella al País Basc.

## Economia
Les següents empreses d'Idiazabal superen els 150 treballadors en plantilla: 
- Ampo, S.Coop (Válvulas Poyam): vàlvules industrials
- Jaso Equipos de Obras y Construcciones: maquinària d'elevació per a obres; grues ploma

## Fills il·lustres
- Mateo Mújica Urrestarazu.
- Miguel Antonio de Zumalacárregui.